# Tour Lámina Once
El Lámina Once Tour fue la gira musical realizada por el grupo uruguayo El Cuarteto de Nos para promover su decimoseptimo disco de estudio Lámina Once, lanzado en julio de 2022.
El tour empezó el 30 de julio de 2022 en Asunción, Paraguay y finalizó el 14 de diciembre de 2024 en Lima, Perú , tras 3 años y 140 shows en 20 países de Sudamérica, Norteamérica, Centroamérica y Europa.
El 19 de marzo de 2024, antes del inicio de la tercera etapa, el histórico bajista de la banda Santiago Tavella dejaba la agrupación tras 46 años, siendo reemplazado por Luis Angelero sólo en las presentaciones en vivo y por Santiago Marrero, quien también es el tecladista de la banda, en los próximos álbumes.
El álbum contiene ocho canciones en total de las cuales cuatro son sencillos: «Fiesta en lo del Dr. Hermes», «La ciudad sin alma», «Maldito Show» y «Rorschach» (este último siendo publicado horas antes del lanzamiento del álbum). Durante 2023 y 2024 lanzarían como sencillos versiones en vivo de las canciones «El Cinturón Gris» y «Chivo Expiatorio» acompañados de un videoclip.

## Canciones
La gira comenzó con los últimos shows del tour Jueves Raro, gira con la que la banda regresó a los escenarios tras la pandemia, y que se centraba principalmente en reagendar los shows pendientes que se vieron suspendidos por el COVID con motivo de la gira de su anterior álbum, Jueves, más la celebración de los 15 años del álbum Raro en 2021. A su vez, se sumaron los sencillos previamente lanzados de Lámina Once.
A partir del tramo de México en 2022, se suma Flan al repertorio. Desde el tramo de Argentina, iniciaría la estructura fija de la gira, incluyendo todas las canciones del disco, siendo este el primer álbum del que se interpretan todas las canciones en vivo, fenómeno que no ocurría desde Porfiado. 
La salida de Santiago Tavella en 2024 significó la omisión de una de las canciones más emblemáticas del grupo, "Enamorado tuyo", que fue interpretada por última vez en la banda en Chile, en 2023. Durante el último tramo de la gira, se incluyó la canción "El perro de Alcíbiades", adelanto de su siguiente álbum "Puertas", estrenado en mayo de 2025.
Setlist final
1. Flan
2. El hijo de Hernández
3. Ya no sé qué hacer conmigo
4. Lo malo de ser bueno
5. Algo mejor que hacer
6. Roberto
7. Chivo expiatorio
8. Cómo pasa el tiempo
9. El perro de Alcíbiades
10. Mario Neta
11. Maldito show
12. El cinturón gris
13. Contrapunto para humano y computadora
14. Rorschach
15. No llora
16. Hombre con alas
17. Gaucho power
18. Miguel gritar
19. Invierno del 92
20. Buen día Benito
21. Yendo a la casa de Damián
Canciones excluidas del repertorio
Punta Cana (2022)
Anónimo (2022)
Mi lista negra (2022)
Pobre papá (2022)
Me amo (2022)
El rey y el as (2022)
Llegó papá (2022)
Cuando sea grande (2023)
Fiesta en lo del Dr. Hermes (2023)
Mírenme (2024)
La bestia (2024)
Durante los primeros shows, "Buen día Benito" se encontraba en el último tramo antes del bis. Posteriormente se cambió a la canción que lo iniciara. 
Nombres (2024)

## Conciertos
| Fecha                      | Ciudad                 | País                 | Recinto                                 |
| Primera Etapa - 2022       | Primera Etapa - 2022   | Primera Etapa - 2022 | Primera Etapa - 2022                    |
| -------------------------- | ---------------------- | -------------------- | --------------------------------------- |
| Sudamérica                 |                        |                      |                                         |
| 30 de julio de 2022        | Asunción               | Paraguay             | Ex Cervecería Sudamericana              |
| 5 de agosto del 2022       | Quilpé                 | Chile                | Trotamundos Terraza                     |
| 6 de agosto del 2022       | Santiago de Chile      | Chile                | Teatro Coliseo                          |
| 7 de agosto del 2022       | Santiago de Chile      | Chile                | Teatro Coliseo                          |
| 3 de septiembre del 2022   | San José               | Uruguay              | Club Centenario                         |
| 11 de octubre de 2022      | Medellín               | Colombia             | Orquideorama Jardín Botánico            |
| 12 de octubre de 2022      | Cali                   | Colombia             | Centro de Eventos Valle del Pacífico    |
| 14 de octubre de 2022      | Bogotá                 | Colombia             | Movistar Arena                          |
| 28 de octubre de 2022      | Tucumán                | Argentina            | Club Villa Luján                        |
| 29 de octubre de 2022      | Córdoba                | Argentina            | Quality Espacio                         |
| 30 de octubre de 2022      | Rosario                | Argentina            | Anfiteatro Municipal Rosario            |
| 3 de noviembre de 2022     | Buenos Aires           | Argentina            | Movistar Arena                          |
| 4 de noviembre de 2022     | Mar del Plata          | Argentina            | GAP                                     |
| 5 de noviembre de 2022     | Bahía Blanca           | Argentina            | Teatro Don Bosco                        |
| 6 de noviembre de 2022     | Neuquén                | Argentina            | Mood Live                               |
| 12 de noviembre de 2022    | Montevideo             | Uruguay              | Antel Arena                             |
| Norteamérica               |                        |                      |                                         |
| 29 de septiembre de 2022   | Monterrey              | México               | Showcenter                              |
| 30 de septiembre de 2022   | Ciudad de México       | México               | Teatro Metropólitan                     |
| 1 de octubre de 2022       | Ciudad de México       | México               | Teatro Metropólitan                     |
| 2 de octubre de 2022       | Puebla                 | México               | Teatro Principal                        |
| 3 de octubre de 2022       | Querétaro              | México               | Sala Arpa                               |
| 6 de octubre de 2022       | San Luis Potosí        | México               | Container Park 7B                       |
| 7 de octubre de 2022       | León                   | México               | Paruno Central de Música                |
| 8 de octubre de 2022       | Guadalajara            | México               | Festival Tecate Coordenada              |
| 9 de octubre de 2022       | Morelia                | México               | Teatro Stella Inda                      |
| América Insular (Antillas) |                        |                      |                                         |
| 15 de octubre de 2022      | Santo Domingo          | República Dominicana | Hard Rock Café SD                       |
| Segunda Etapa - 2023       |                        |                      |                                         |
| Sudamérica                 |                        |                      |                                         |
| 7 de enero de 2023         | Buenos Aires           | Argentina            | Estadio Monumental                      |
| 15 de enero de 2023        | Santiago de Chile      | Chile                | Hacienda Picarquín                      |
| 4 de febrero de 2023       | Punta Ballena          | Uruguay              | Medio y Medio                           |
| 5 de febrero de 2023       | Punta Ballena          | Uruguay              | Medio y Medio                           |
| 10 de febrero de 2023      | San Bautista           | Uruguay              | Predio del Club de Leones               |
| Centroamérica              |                        |                      |                                         |
| 3 de agosto de 2022        | Guayaquil              | Ecuador              | Centro de Convenciones                  |
| 2 de marzo de 2023         | Ciudad de Guatemala    | Guatemala            | Parque de la Industria                  |
| Norteamérica               |                        |                      |                                         |
| 23 de marzo de 2023        | Cancún                 | México               | Auditorio Stoa                          |
| 24 de marzo de 2023        | Mérida                 | México               | CC Siglo XXI                            |
| 25 de marzo de 2023        | Tijuana                | México               | Black Box                               |
| 26 de marzo de 2023        | Tijuana                | México               | Black Box                               |
| 27 de marzo de 2023        | Mexicali               | México               | Unidad Deportiva Rubén Castro Bojórquez |
| Sudamérica                 |                        |                      |                                         |
| 14 de abril de 2023        | Minas                  | Uruguay              | Parque Rodó                             |
| Centroamérica              |                        |                      |                                         |
| 20 de abril de 2023        | San Salvador           | El Salvador          | Museo Marte                             |
| Sudamérica                 |                        |                      |                                         |
| 22 de marzo de 2023        | Caracas                | Venezuela            | Concha Acústica de Bello Monte          |
| 23 de marzo de 2023        | Maracaibo              | Venezuela            | Teatro Baralt                           |
| 26 de marzo de 2023        | Bucaramanga            | Colombia             | Centro de Eventos CENFER                |
| 27 de marzo de 2023        | Barranquilla           | Colombia             | Salón Jumbo del Country                 |
| 28 de marzo de 2023        | Pereira                | Colombia             | Centro de Eventos Paradise              |
| 29 de marzo de 2023        | Tunja                  | Colombia             | Cámara de Comercio                      |
| 1 de mayo de 2023          | Pasto                  | Colombia             | Teatro San Felipe Neri                  |
| 13 de mayo de 2023         | Buenos Aires           | Argentina            | Movistar Arena                          |
| Europa                     |                        |                      |                                         |
| 14 de junio de 2023        | Santiago de Compostela | España               | Sala Capitol                            |
| 16 de junio de 2023        | Mallorca               | España               | Es Gremi                                |
| 18 de junio de 2023        | Málaga                 | España               | Sala Trinchera                          |
| 20 de junio de 2023        | Valencia               | España               | Sala Moon                               |
| 21 de junio de 2023        | Barcelona              | España               | Razzmatazz                              |
| 22 de junio de 2023        | Madrid                 | España               | Sala La Riviera                         |
| 24 de junio de 2023        | París                  | Francia              | Pan Piper                               |
| 25 de junio de 2023        | Berlín                 | Alemania             | Gretchen                                |
| 26 de junio de 2023        | Dublín                 | Irlanda              | Button Factory                          |
| 27 de junio de 2023        | Londres                | Inglaterra           | The Garage                              |
| Sudamérica                 |                        |                      |                                         |
| 23 de agosto de 2023       | San Juan               | Argentina            | Sala del Sol                            |
| 24 de agosto de 2023       | Mendoza                | Argentina            | Auditorio Ángel Bustelo                 |
| 25 de agosto de 2023       | Córdoba                | Argentina            | Quality Arena                           |
| 26 de agosto de 2023       | Tucumán                | Argentina            | Club Floresta                           |
| 27 de agosto de 2023       | Salta                  | Argentina            | Teatro Provincial                       |
| Centroamérica              |                        |                      |                                         |
| 21 de septiembre de 2023   | San José               | Costa Rica           | Pepper Club                             |
| 22 de septiembre de 2023   | Ciudad de Panamá       | Panamá               | Ateneo de Ciudad del Saber              |
| Sudamérica                 |                        |                      |                                         |
| 24 de septiembre de 2023   | Bogotá                 | Colombia             | Parque Simón Bolivar                    |
| 27 de septiembre de 2023   | Lima                   | Perú                 | Anfiteatro Nicomedes Santa Cruz         |
| 30 de septiembre de 2023   | Asunción               | Paraguay             | Anfiteatro José Asunción Flores         |
| 5 de octubre de 2023       | Ituzaingó              | Argentina            | Estadio GEI                             |
| 6 de octubre de 2023       | La Plata               | Argentina            | Polideportivo Víctor Nethol             |
| 7 de octubre de 2023       | Rosario                | Argentina            | Ex Rural de Rosario                     |
| 21 de octubre de 2023      | Montevideo             | Uruguay              | Antel Arena                             |
| Norteamérica               |                        |                      |                                         |
| 3 de noviembre de 2023     | Hermosillo             | México               | Auditorio INAM                          |
| 4 de noviembre de 2023     | Ciudad Juárez          | México               | Plaza de la Mexicanidad                 |
| 5 de noviembre de 2023     | Chihuahua              | México               | Teatro de Los Héroes                    |
| 9 de noviembre de 2023     | Querétaro              | México               | Teatro Metropolitano                    |
| 10 de noviembre de 2023    | Guadalajara            | México               | Teatro Diana                            |
| 11 de noviembre de 2023    | Puebla                 | México               | Foro Cholula                            |
| 12 de noviembre de 2023    | Ciudad de México       | México               | Auditorio Nacional                      |
| Sudamérica                 |                        |                      |                                         |
| 22 de noviembre de 2023    | Quito                  | Ecuador              | Ágora CCE                               |
| 25 de noviembre de 2023    | Santiago de Chile      | Chile                | Teatro Caupolicán                       |
| 26 de noviembre de 2023    | Santiago de Chile      | Chile                | Teatro Caupolicán                       |
| Tercera Etapa - 2024       |                        |                      |                                         |
| Centroamérica              |                        |                      |                                         |
| 22 de marzo de 2024        | Ciudad de Guatemala    | Guatemala            | Parque de la Industria                  |
| 23 de marzo de 2024        | Nuevo Cuscatlán        | El Salvador          | Be Sport                                |
| Norteamérica               |                        |                      |                                         |
| 27 de marzo de 2024        | Tampico                | México               | Hotel Hotsson                           |
| 29 de marzo de 2024        | Monterrey              | México               | Parque Fundidora                        |
| 30 de marzo de 2024        | Puebla                 | México               | Auditorio Explanada                     |
| 31 de marzo de 2024        | Xalapa-Enríquez        | México               | Salón Onix                              |
| 3 de abril de 2024         | Ciudad Juárez          | México               | Auditorio Benito Juárez                 |
| 4 de abril de 2024         | Pachuca                | México               | Auditorio Explanada                     |
| 5 de abril de 2024         | Toluca                 | México               | Teatro Morelos                          |
| 6 de abril de 2024         | Cuernavaca             | México               | Teatro Ocampo                           |
| 7 de abril de 2024         | Ciudad Satélite        | México               | Foro Felipe Villanueva                  |
| Sudamérica                 |                        |                      |                                         |
| 21 de abril de 2024        | Montevideo             | Uruguay              | Rural del Prado                         |
| 14 de abril de 2024        | Medellín               | Colombia             | Centauro Centro De Eventos              |
| 26 de abril de 2024        | Cali                   | Colombia             | La 66 Central Park                      |
| 18 de abril de 2024        | Bogotá                 | Colombia             | Movistar Arena                          |
| 15 de junio de 2024        | Asunción               | Paraguay             | UENO SND Arena                          |
| 3 de agosto de 2024        | Concepción             | Chile                | SurActivo                               |
| 22 de agosto de 2024       | Río Cuarto             | Argentina            | Elvis                                   |
| 23 de agosto de 2024       | Mendoza                | Argentina            | Arena Maipú                             |
| 24 de agosto de 2024       | Córdoba                | Argentina            | Quality Espacio                         |
| 25 de agosto de 2024       | Tucumán                | Argentina            | Club Floresta                           |
| 31 de agosto de 2024       | Buenos Aires           | Argentina            | Movistar Arena                          |
| 1 de septiembre de 2024    | Buenos Aires           | Argentina            | Movistar Arena                          |
| 5 de septiembre de 2024    | Paraná                 | Argentina            | Club Echagüe                            |
| 6 de septiembre de 2024    | Rosario                | Argentina            | Anfiteatro Municipal                    |
| 7 de septiembre de 2024    | La Plata               | Argentina            | Hipódromo de La Plata                   |
| Norteamérica               |                        |                      |                                         |
| 25 de septiembre de 2024   | Los Mochis (Pospuesto) | México               | Teatro Ingenio                          |
| 26 de septiembre de 2024   | Culiacán (Indefinido)  | México               | Teatro Griego                           |
| 28 de septiembre de 2024   | Mérida                 | México               | Yuan Festival                           |
| 1 de octubre de 2024       | Aguascalientes         | México               | Auditorio Dimo                          |
| 2 de octubre de 2024       | San Luis Potosí        | México               | Teatro De La Paz                        |
| 3 de octubre de 2024       | León                   | México               | Foro del Lago                           |
| 5 de octubre de 2024       | Ciudad Juárez          | México               | Hipódromo de Ciudad Juárez              |
| 6 de octubre de 2024       | Durango                | México               | Salón Mondän                            |
| 8 de octubre de 2024       | Orlando                | Estados Unidos       | House of Blues                          |
| 9 de octubre de 2024       | Fort Lauderdale        | Estados Unidos       | Revolution Live                         |
| 10 de octubre de 2024      | Chicago                | Estados Unidos       | The Vic Theatre                         |
| 12 de octubre de 2024      | Nueva York             | Estados Unidos       | Gramercy Theatre                        |
| 13 de octubre de 2024      | Nueva York             | Estados Unidos       | Gramercy Theatre                        |
| 14 de octubre de 2024      | Houston                | Estados Unidos       | House of Blues                          |
| 15 de octubre de 2024      | Dallas                 | Estados Unidos       | House of Blues                          |
| 17 de octubre de 2024      | Los Ángeles            | Estados Unidos       | Belasco Theater                         |
| 19 de octubre de 2024      | Tijuana                | México               | Tecate Península                        |
| Sudamérica                 |                        |                      |                                         |
| 2 de noviembre de 2024     | Montevideo             | Uruguay              | Antel Arena                             |
| 3 de noviembre de 2024     | Montevideo             | Uruguay              | Antel Arena                             |
| 11 de noviembre de 2024    | Punta Ballena          | Uruguay              | Medio y Medio                           |
| 16 de noviembre de 2024    | Cuenca                 | Ecuador              | Colegio de Arquitectos                  |
| Europa                     |                        |                      |                                         |
| 25 de noviembre de 2024    | Zaragoza               | España               | Teatro de las Esquinas                  |
| 27 de noviembre de 2024    | Sevilla                | España               | Sala Custom                             |
| 28 de noviembre de 2024    | Sevilla                | España               | Sala Custom                             |
| 30 de noviembre de 2024    | Oporto                 | Portugal             | Hard Club                               |
| 1 de diciembre de 2024     | Madrid                 | España               | Sala La Riviera                         |
| 4 de diciembre de 2024     | Barcelona              | España               | Razzmatazz                              |
| 6 de diciembre de 2024     | Alicante               | España               | The One                                 |
| 8 de diciembre de 2024     | Tenerife               | España               | Centro Agüere Cultural                  |
| 10 de diciembre de 2024    | Bilbao                 | España               | Kafe Antzokia                           |
| Sudamérica                 |                        |                      |                                         |
| 14 de diciembre de 2024    | Lima                   | Perú                 | Costa 21                                |

Notas y Referencias:
1. ↑  «Santiago Tavella y su salida del Cuarteto de Nos: “El único parámetro no es el éxito, para mí hay otras cosas importantes”». ladiaria.com.uy. 18 de mayo de 2024. Consultado el 1 de febrero de 2025.
2. ↑  «Cuarteto de Nos – Una banda de rock rara». web.archive.org. 15 de agosto de 2022. Archivado desde el original el 15 de agosto de 2022. Consultado el 27 de octubre de 2024.
3. ↑  Show cancelado
4. ↑  «Cuarteto de Nos – Una banda de rock rara». web.archive.org. 26 de abril de 2023. Archivado desde el original el 26 de abril de 2023. Consultado el 27 de octubre de 2024.
5. ↑  «Cuarteto de Nos – Una banda de rock rara». web.archive.org. 19 de agosto de 2023. Archivado desde el original el 19 de agosto de 2023. Consultado el 27 de octubre de 2024.
6. ↑  En el marco del Festival Frontera
7. ↑  En el marco de la Expo Avícola
8. ↑  En el marco de la Feria Internacional del Libro
9. ↑  En el marco del Festival Minas y Abril
10. ↑  En el marco del Cúsica Fest. Show cancelado por motivos de logística.
11. ↑  En el marco del Festival Cordillera
12. ↑  En el marco del Festival Reciclarte
13. ↑  En el marco del Festival Bandera
14. ↑  En el marco del Festival Borderland
15. ↑  En el marco del Festival Tecate Comuna
16. ↑  «Cuarteto de Nos – Una banda de rock rara». web.archive.org. 28 de marzo de 2024. Archivado desde el original el 28 de marzo de 2024. Consultado el 27 de octubre de 2024.
17. ↑  «Cuarteto de Nos – Una banda de rock rara». web.archive.org. 23 de agosto de 2024. Archivado desde el original el 23 de agosto de 2024. Consultado el 27 de octubre de 2024.
18. ↑  En el marco del Festival Tecate Pa'l Norte
19. ↑  En el marco del Festival Cosquín Rock Uruguay
20. ↑  En el marco del Festival Noches Capitales
21. ↑  Pospuesto para el 10 de marzo de 2025 por motivos de seguridad
22. ↑  Pospuesto para el 11 de marzo de 2025 por motivos de seguridad
23. ↑  En el marco del Festival Tecate Supremo
24. ↑  Pospuesto para el 13 de marzo de 2025 por motivos de seguridad
25. 1 2  Pospuesto para marzo de 2025 debido al Huracán Milton
26. ↑  Suspendido por razones de logística

- Datos: Q130237090